# إدنا ديكين
إدنا ديكين (بالإنجليزية: Edna Deakin)‏ هي مهندسة معمارية أمريكية، ولدت في 1871 في كاليفورنيا في الولايات المتحدة، وتوفيت في 1946.